# Mistrzostwa Świata w Łucznictwie 2007
44. Mistrzostwa Świata w Łucznictwie odbyły się między 7 a 15 lipca 2007 w Lipsku w Niemczech. Organizatorem była Międzynarodowa Federacja Łucznicza.

## Medaliści

### Strzelanie z łuku klasycznego
| Konkurencja            | Złoto                                                              | Srebro                                                       | Brąz                                                                    |
| Indywidualnie kobiet   | Natalia Valeeva                                                    | Park Sung-hyun                                               | Natalia Erdynijewa                                                      |
| Indywidualnie mężczyzn | Im Dong-hyun                                                       | Balżinima Cyrempiłow                                         | Alan Wills                                                              |
| Drużynowo kobiet       | Korea Południowa · Choi Eun-young · Lee Tuk-young · Park Sung-hyun | Chińskie Tajpej · Shen Hsiao-chun · Wu Hui-ju · Yuan Shu-chi | Wielka Brytania · Charlotte Burgess · Naomi Folkard · Alison Williamson |
| Drużynowo mężczyzn     | Korea Południowa · Kim Yeon-chul · Lee Chang-hwan · Im Dong-hyun   | Wielka Brytania · Larry Godfrey · Simon Terry · Alan Wills   | Chińskie Tajpej · Kuo Cheng-wei · Liu Ming-huang · Wang Cheng-pang      |

### Strzelanie z łuku bloczkowego
| Konkurencja            | Złoto                                                                   | Srebro                                                        | Brąz                                                                 |
| Indywidualnie kobiet   | Eugenia Salvi                                                           | Albina Łoginowa                                               | Amandine Bouillot                                                    |
| Indywidualnie mężczyzn | Dietmar Trillus                                                         | Braden Gellenthien                                            | Martin Damsbo                                                        |
| Drużynowo kobiet       | Belgia · Catheline Dessoy · Petra Haemhouts · Gladys Willems            | Włochy · Anastasia Anastasio · Eugenia Salvi · Giorgia Solato | Stany Zjednoczone · Erika Anschutz · Kendal Nicely · Jamie van Natta |
| Drużynowo mężczyzn     | Stany Zjednoczone · Braden Gellenthien · Reo Wilde · Rodger Willett Jr. | Australia · Patrick Coghlan · Clint Freeman · Robert Timms    | Szwecja · Fredrik Lindblad · Morgan Lundin · Anders Malm             |

## Klasyfikacja medalowa
| Lp. | Państwo           | Złoto | Srebro | Brąz | Razem |
| 1.  | Korea Południowa  | 3     | 1      | 0    | 4     |
| 2.  | Włochy            | 2     | 1      | 0    | 3     |
| 3.  | Stany Zjednoczone | 1     | 1      | 1    | 3     |
| 4.  | Belgia            | 1     | 0      | 0    | 1     |
| 4.  | Kanada            | 1     | 0      | 0    | 1     |
| 6.  | Rosja             | 0     | 2      | 1    | 3     |
| 7.  | Wielka Brytania   | 0     | 1      | 2    | 3     |
| 8.  | Chińskie Tajpej   | 0     | 1      | 1    | 2     |
| 9.  | Australia         | 0     | 1      | 0    | 1     |
| 10. | Dania             | 0     | 0      | 1    | 1     |
| 10. | Francja           | 0     | 0      | 1    | 1     |
| 10. | Szwecja           | 0     | 0      | 1    | 1     |